# Curva epidemiológica
Una curva epidemiológica es un gráfico estadístico utilizado en epidemiología para visualizar el inicio de un brote epidémico. Puede ayudar con la identificación del modo de transmisión de la enfermedad y también puede mostrar la magnitud de la enfermedad, sus valores atípicos, su tendencia en el tiempo y su periodo de incubación. Puede dar a los investigadores una idea de si es probable que un brote provenga de una fuente puntual (como un manipulador de alimentos), una fuente común continua (con contaminación en progreso) o una fuente propagada (que se transmite principalmente entre personas).
Las curvas epidemiológicas generalmente muestran la frecuencia de casos nuevos comparados con la fecha de inicio de la enfermedad.

## Ejemplos

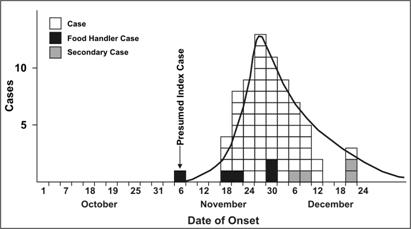
Epidemic curve (histogram) shows the presumed index case of Hepatitis A, followed 4 days later by a steep increase in cases which tapers off to 0. Cases who were food handlers and secondary cases are also shown. :

### Pandemia de COVID-19 de 2019-2022
La primera descripción de curvas epidemiológicas de la pandemia de COVID-19 mostró el patrón de un "estallido mixto". Según los investigadores, allí probablemente pudo un brote de fuente común continuo en un mercado en Wuhan en diciembre de 2019, potencialmente de varios eventos zoonóticos. Los investigadores encontraron que el brote probablemente provenía una fuente propagada, significando que el virus se hizo capaz de ser transmitido de persona a persona.